# Danh sách quân chủ Wessex
Đây là danh sách các quân chủ của Wessex, một vương quốc của người Anglo-Saxon tại Anh.

## Danh sách
| Hình ảnh    | Tên               | Trị vì      | Ghi chú                                  |
| ----------- | ----------------- | ----------- | ---------------------------------------- |
| Nhà Cerdic  |                   |             |                                          |
| không khung | Cerdic            | 519 - 534   | Nhiều khả năng là tên Celtic, Brythonic. |
|             | Cynric            | 534 - 560   |                                          |
|             | Ceawlin           | 560 - 591   |                                          |
|             | Ceol              | 591 - 597   |                                          |
|             | Ceolwulf          | 597 - 611   |                                          |
| 60×60px     | Cynegils          | 611 - 643   |                                          |
|             | Cwichelm          | k.626 - 636 |                                          |
|             | Cenwalh           | 643 - 645   |                                          |
| Nhà Mercia  |                   |             |                                          |
|             | Penda             | 645 - 648   |                                          |
| Nhà Cerdic  |                   |             |                                          |
|             | Cenwalh           | 648 - 674   |                                          |
|             | Seaxburh          | 672 - 674   |                                          |
|             | Cenfus            | 674         |                                          |
|             | Æscwine           | 674 - 676   |                                          |
|             | Centwine          | 676 - 685   |                                          |
| 60×60px     | Cædwalla          | 685 - 688   |                                          |
| 60×60px     | Ine               | 688 - 726   |                                          |
|             | Æthelheard        | 726 - 740   |                                          |
|             | Cuthred           | 740 - 756   |                                          |
|             | Sigeberht         | 756 - 757   |                                          |
|             | Cynewulf          | 757 - 786   |                                          |
| không khung | Beorhtric         | 786 - 802   |                                          |
| không khung | Ecgberht          | 802 - 839   |                                          |
| không khung | Æthelwulf         | 839 - 858   |                                          |
| không khung | Æthelbald         | 858 - 860   |                                          |
| không khung | Æthelberht        | 860 - 865   |                                          |
| không khung | Æthelred          | 865 - 871   |                                          |
| không khung | Alfred Đại đế     | 871 - 899   |                                          |
| không khung | Edward trưởng giả | 899 - 924   |                                          |
|             | Ælfweard?         | 924         |                                          |
| không khung | Æthelstan         | 924 - 927   |                                          |